# World Solar Challenge 2023
De Bridgestone World Solar Challenge is een wedstrijd voor zonnewagens die elke twee jaar wordt gehouden. In 2021 werd geen wedstrijd gehouden vanwege de coronapandemie. Er werd toen een alternatieve race gehouden in Marokko.

## Omschrijving
De race gaat van Darwin naar Adelaide, een afstand van 3022 km. Er wordt dagelijks gereden van 8.00 tot 17.00 uur. Men heeft na 17.00 uur tien minuten de tijd om een geschikte overnachtingsplaats te vinden. Die extra tijd wordt de volgende dag bij de start gecompenseerd.
Er zijn tien controleposten waar de doorkomst van de wagens wordt geklokt. Men moet hier een half uur wachten. Zie voor verdere details het artikel World Solar Challenge.
Het vermogen voor de elektromotor(en), die voor de aandrijving zorgt of zorgen, wordt geleverd door de zonnecellen en de accu, die bij de start volledig geladen is en bij de finish bijna volledig ontladen. Het maximaal toegestane totaalgewicht van de accucellen volgens de reglementen van World Solar Challenge 2023 was:
| Elektrochemische samenstelling | Max. toegestaan totaalgewicht |
| ------------------------------ | ----------------------------- |
| Li-S                           | 15 kg                         |
| Li-ion                         | 20 kg                         |
| Li-polymer                     | 20 kg                         |
| LiFePO4                        | 36 kg                         |

De voornaamste wijzigingen ten opzichte van 2019 waren:
- Drie wielen zijn weer toegestaan.
- Alleen silicium-zonnecellen worden toegelaten. Oppervlakte maximaal 4 m².
- De maximumhoogte van de wagens is 1,60 m.

## Controlestations
- Katherine (317 km)
- Dunmurra (632 km)
- Tennant Creek (985 km)
- Barrow Creek (1210 km)
- Alice Springs (1493 km)
- Erlunda (1691 km)
- Coober Pedy (2179 km)
- Glendambo (2432 km)
- Port Augusta (2718 km)
- Adelaide (3022 km, finish)

## Einduitslag Challenger-klasse
| Plaats | Wagen            | Team                                  | Land             | Aankomstdatum en -tijd (ACDT) | Gemiddelde snelheid (km/hr) |
| ------ | ---------------- | ------------------------------------- | ---------------- | ----------------------------- | --------------------------- |
| 1      | Infinite         | Innoptus Solar Team                   | België           | 26 oktober 10:44              | 88,2                        |
| 2      | RED X            | Solar Team Twente                     | Nederland        | 26 oktober 11:04              | 87,4                        |
| 3      | Nuna 12          | Brunel Solar Team                     | Nederland        | 26 oktober 13:02              | 82,7                        |
| 4      | Astrum           | University of Michigan Solar Car Team | Verenigde Staten | 26 oktober 14:37              | 79,3                        |
| 5      | Tokai Challenger | Tokai University Solar Car Team       | Japan            | 26 oktober 16:58              | 74,6                        |
| 6      | Green Thunder    | Top Dutch Solar Racing                | Nederland        | 27 oktober 8:56               | 72,9                        |
| 7      | Axelight         | JU Solar Team                         | Zweden           | 27 oktober 13:51              | 65,2                        |
| 8      | Koga             | Kogakuin University Solar Team        | Japan            | 27 oktober 14:04              | 64,9                        |
| 9      | Unlimited 5.0    | Western Sydney Solar Team             | Australië        | 27 oktober 14:12              | 64,7                        |
| 10     | Eclipse XI       | Eclipse ÉTS                           | Canada           | 27 oktober 14:33              | 64,2                        |

## Winnaar Cruiser-klasse
Sunswift 7(Sunswift racing,  Australië) haalde 109,4 punten en werd daarmee eerste.
1987 ·
1990 ·
1993 ·
1996 ·
1999 ·
2001 ·
2003 ·
2005 ·
2007 · 
2009 ·
2011 ·
2013 ·
2015 ·
2017 ·
2019  ·
2023